# Museo internazionale dell'immagine postale
Il Museo internazionale dell'immagine postale è un museo postale situato a Belvedere Ostrense (AN), nelle Marche.

## Storia
San Rufo, che fu tabellarius (corriere postale) durante l'impero romano, è il santo patrono del comune di Belvedere Ostrense, dove periodicamente si svolge il raduno nazionale dei portalettere.
Nel 1989 il critico d'arte Armando Ginesi propone l'istituzione di un museo postale per raccontare la storia e lo sviluppo dei sistemi postali in diversi paesi del mondo.

## La collezione
L'allestimento del museo si articola in cinque sale, con pannelli dove sono esposte immagini che illustrano la storia dei sistemi postali di diversi paesi del mondo. In una sezione sono esposti circa quattrocento progetti per un francobollo ideale, realizzati con varie tecniche da artisti italiani.